# Liste der Gouverneure von Panamá
Der spanische Gouverneur von Panama herrschte über ein Gebiet, das erst als Darién in die Geschichtsbücher einging und später auch Castilla de Oro (Goldkastilien) genannt wurde. Erst ab 1529 erhielt diese Kolonie den bis heute gültige Namen Panamá. Ab dem 20. August 1739 waren diese direkt dem Vizekönig von Neu-Granada unterstellt. Insgesamt gab es 113 Männer, die den Titel des Gouverneurs von Panama führten.

## Gouverneure von Darién

### Ernannt vonKarl I.
- Diego de Nicuesa (Juni 1508–1511)
- Vasco Núñez de Balboa (1511–1513)

## Gouverneure von Castilla de Oro

### Ernannt von Karl I.
- Pedro Arias Dávila (1513–1520)
- Lope de Sosa (1520)
- Pedro Arias Dávila (1520–1526)
- Pedro Gutiérrez de los Ríos y Aguayo (1526–1529)

## Gouverneure von Panamá

### Ernannt von Karl I.
- Antoni de la Gama (1529–1532)
- Francisco Barrionueve (1533–1536)
- Pascual de Andagoya (1536)
- Pedro Vázquez de Acuña (1536–1539)

Zwischen 1539 und 1543 oblag die Verwaltung der Real Audiencia von Panama
- Perdo Ramírez de Quiñones (1543–1545)
- Pedro Casaos (1545)
- Diego de Herrera (1545)
- Hernando de Bichacao (1545–1546)
- Pedro de Rivero (1546)
- Pedro Antonio de Hinojosa (1546)
- Pedro de la Gasca (1546)
- Alonso de Álvarez (1546–1548)
- Pedro Ramírez de Quiñones (1548)
- Juan Barba de Vallecillo (1549–1550)
- Sancho de Clavijo (1550–1553)
- Álvaro de Sosa (1553–1556)
- Juan Ruiz de Monjarás (1557–1559)

### Ernannt vonPhilipp II.
- Rafael de Figueroa (1559–1561)
- Luis de Guzmán (1561–1563)
- Juan Busto de Villegras (1563, trat sein Amt jedoch nicht an)
- Lope García de Castro (1563–1564)
- Manuel Barros de San Millán (1565–1566)
- Alonso Arias de Herrera y Maldonado (1566)
- Juan de Pinedo (1566)
- Manuel Barros de San Millán (1567–1569)
- Diego Lope de Vera (1569–1573)
- Gabriel Loerte (1573–1578)
- Juan López de Cepeda (1578, interim)
- Pedro Ramírez de Quiñones (1578–1585)
- Juan del Barrio Sepúlveda (1585–1587)
- Francisco de Cárdenas (1587–1596)
- Juan del Barrio Sepúlveda (1596, interim)
- Alonso de Sotomayor de Valmediano (1596–1602)

### Ernannt vonPhilipp III.
- Hernando de Añazco (1602–1604)
- Francisco Valverde de Mercado (1605–1614)
- Francisco Manso de Contreras (1614–1616)
- Diego Fernandez de Velasco (1616–1619)
- Juan de la Cruz Rivadeneira (1619–1621)
- Roque Chávez (1621)

### Ernannt vonPhilipp IV.
- Rodrigo Vivero y Velasco (1621–1627)
- Juan de Colmenares Andrade (1627, trat sein Amt jedoch nicht an)
- Francisco Brienda y Cárdenas (1627)
- Álvaro de Quiñones Osorio y Miranda (1627–1632)
- Sebastian Hurtado de Corcuero y Gaviría (1632–1634)
- Enrique Enríquez de Sotomayor (1634–1638)
- Andrés Garabito de Léon (1638, interim)
- Iñigo de la Motta Sarmiento (1638–1642)
- Juan de la Vega y Bazán (1643–1646)
- Juan Fernández de Córdoba y Coalla, Marquis de Miranda de Autu (1646–1649)
- Juan Barba Vallecillo (1649–1650)
- Juan de Bitrián Navarra y Biamonte (1650–1651, interim)
- Diego de Orozco (1651, interim)
- Francisco de Guzmán de Toledo (1651–1652, interim)
- Sebastián Hurtado de Corcuera y Gaviría (1651)
- Francisco de Herrera y Henriquez (1651)
- Pedro Carrilla de Guzmán (1652–1657)
- Fernando Ibáñde la Riva-Agüero y Setien (1668–1663)
- Pablo Figueroa (1663–1665)

### Ernannt vonKarl II.
- Juan Pérez de Guzmán y Gonzaga (1665–1667)
- Agustín de Bracamonte (1667–1669)
- Diego de Ibarra (1669, interim)
- Juan Pérez de Guzmán y Gonzaga (1669–1671)
- Diego de Ibarra (1671, interim)

Erneute Real Audiencia
- Luis Losada Quinoñes (1671)
- Andres Martínez de Amileta (1671)
- Francisco Miguel de Marichalar (1671)
- Antonio Fernández de Córdoba y Mendoza (1671–1673)
- Antonio de León, Bischof von Panamá (1673–1675)
- Francisco Miguel de Marichalar (1675–1676)
- Alonso Mercado de Villacorta (1676–1681)
- Lucas Fernández de Piedrahita, Bischof von Panamá (1681–1682)
- José Alzamora (1682)
- Perdo Ponte de Llorena Hoyo y Calderón, Graf von Palmar (1682–1690)
- Pedro José de Guzmán Dávalos, Marquis de Mina (1690–1695)
- Diego Ladrón de Guevarra Orozco y Calderón, Bischof von Panamá (1695–1696)
- Pedro Luis Henríquez de Guzmán, Graf von Canillas (1696–1699)
- José Antonio de la Rocha y Carranza, Marquis de Brenes (1699)
- Pedro Luis Henríquez de Guzmán, Graf von Canillas (1699–1702)

### Ernannt vonPhilipp V.
- Fernando D'Avila Bravo de Laguna (1702–1706)
- José Eustaquio Vicentelo Toledo y Luca (1706)
- José Antonio de la Rocha y Carranza, Marquis de Brenes (1706–1708)
- Fernando Haro de Monterroso (1708–1709)
- Juan Bautista de Ureta e Irusta (1709–1710)
- Juan de la Rañeta y Vera (1710–1711)
- José Antonio de la Rocha y Carranza, Marquis de Brenes (1711)
- José Hurtado de Amézaga (1711–1718)
- Juan José Llamas y Rivas, Bischof von Panamá (1718)
- Jerónimo Vadillo (1718–1723)
- Gaspar Pérez Buelta (1718–1723)
- José Alzamora y Ursino (1724, inertim)
- Manuel de Alderete (1724–1730)
- Juan José Andía Vivero y Velásco, Marquis de Villa Hermosa (1730–1735)
- Dionisio Martínez de la Vega (1735–1743)
- Dionisio de Alcedo Ugarte y Herrera (1743–1749)

### Ernannt vonFerdinand VI.
- Manuel de Montiano y Luyando (1749–1758)
- Antonio de Guill y Gonzaga (1758–1761)

### Ernannt vonKarl III.
- José Roan (1762, interim)
- José de Arana y Górnica (1762–1764, interim)
- José Blasco de Orozco (1764–Juli 1767)
- Joaquín Cabrejo (1767, interim)
- Manuel de Agreda (1767–1768, interim)
- Nicolás de Castro (1768–1769)
- Vivente de Olaciregui (Dezember 1769–Juni 1772)
- Nicolás de Casrto (1772, interim)
- Nicolás Quijano (1773–Mai 1774)
- Francisco Navas (1774, interim)
- Pedro Carbonell Pinto Vigo y Correa (1774–November 1779)
- Ramón de Carvajal (November 1779–1785)
- José Dómas y Valle (1785–1793)

### Ernannt vonKarl IV.
- Ambrosio O’Higgins, Marquis de Osorno (Mai 1788 – Mai 1796)
- José de Rezabal y Ugarte (Mai 1796 – September 1796)
- Gabriel de Avilés y del Fierro, Marquis de Avilés (18. September 1796 – 21. Januar 1799)
- Joaquín del Pino Sánchez de Rojas (Ende Januar 1799 – April 1801)
- José de Santiago Concha Jiménez Lobatón (April 1801 – Dezember 1801)
- Francisco Tadeo Diez de Medina Vidanges (Dezember 1801 – Januar 1802)
- Luis Muñoz de Guzmán (Januar 1802 – Februar 1808)

### Ernannt vonFerdinand VII.
- Juan Rodríguez Ballesteros (Februar 1808 – April 1808)
- Francisco Antonio García Carrasco Díaz (April 1808 – Juli 1810)
- Mateo de Toro Zambrano y Ureta, Graf de la Conquista (Juli 1810 – September 1810)

Phase der Rückeroberung durch Spanien
- Antonio Pareja (12. Dezember 1812 – 21. Mai 1813)
- Juan Francisco Sánchez (21. Mai 1813 – 1. Januar 1814)
- Gabino Gaínza y Fernández de Medrano (1. Januar 1814 – 18. Juli 1814)
- Mariano Osorio (19. Juli 1814 – 26. Dezember 1815)
- Casimiro Marcó del Pont Ángel Díaz y Méndez (26. Dezember 1815 – 12. Februar 1817)
- Mariano Osorio (4. Januar 1818 – 5. April 1818)